# Giovanni Amabile
Giovanni Amabile (Cava dei Tirreni, 9 agosto 1942) è un politico italiano.

## Biografia
Eletto nel Collegio di Salerno con un grande apporto della comunità di Cava dei Tirreni, città d'origine della famiglia. Il nonno di Giovanni Amabile, Avv. Antonio Amabile, aveva fondato negli anni '20  del 1900 la locale banca "Credito Commerciale Tirreno", lo stesso nonno ed il padre, Avv. Mario Amabile, avevano fondato la Compagnia Tirrena di Assicurazioni.
La vita politica dell'Onorevole Amabile è legata alla sua veste di imprenditore assicurativo. Negli anni successivi al primo mandato parlamentare del 1976 venne eletto anche al Senato della Repubblica e divenne responsabile del suo partito, la Democrazia Cristiana, relativamente al settore assicurativo.
La sua parabola politica è cessata con la perdita della propria attività assicurativa di famiglia.
Cava dei Tirreni, dopo la perdita di questa famiglia di riferimento ha perduto la propria visibilità nazionale legata all'impiego di cittadini cavesi in queste aziende sparse sull'intero territorio nazionale.